# Garceno, Texas
Garceno là một nơi ấn định cho điều tra dân số (CDP) thuộc quận Starr, tiểu bang Texas, Hoa Kỳ. Năm 2010, dân số của nơi này là 420 người.

## Dân số
- Dân số năm 2000: 1438 người.
- Dân số năm 2010: 420 người.